# くらもとパティオ
くらもとパティオ（Kuramoto Patio）は、徳島県徳島市蔵本町にあった複合商業施設。

## 概要・歴史
1997年（平成9年）12月12日に「まちのオアシス」、「いこいの広場」としてにオープン。1994年（平成6年）に大型ショッピングセンターショッピングプラザ タクトが付近にオープンし、それまで商店街の核施設であったキョーエイが閉店してしまった影響を受け開業した。
パティオ形式としては全国で三番目の商業施設である。3階にはコミュニティホールや和室があり、各種教室にも開放されていた。
開業当時は2階へと昇るエスカレーターがあったが、後に撤去された。
固定資産の償却負担により開業時から業績が低迷。出資者も蔵本パティオ事業協同組合を相次いで脱退したことから、2020年12月に事業を停止。蔵本パティオ事業協同組合は2021年7月16日に、徳島地方裁判所から破産手続開始決定を受けた。負債総額は10億1000万円。

## 館内
- 1階
  - 精肉、鮮魚、青果、惣菜、一般食料品、ファーストフード、お好み焼き
  - パティオ（広場）
- 2階
  - ジーンズカジュアル、呉服、子供服、婦人衣料、美容院、ナイティー・雑貨、レストラン
- 3階
  - コミュニティホール

## 交通
- JR蔵本駅から南へ徒歩約2分。